# Szovjet törvényerejű rendelet
Az 1917-es októberi forradalom után az ukáznak hívott cári rendeletek eltűntek a jogalkotási és a rendészeti gyakorlatból. A kérdés kutatói szerint ez azért történt, mert „a „törvény” és a „rendelet” túlságosan emlékeztetett a régi cári törvényekre, ellenséges volt a proletariátussal szemben. Ezért a normatív aktusok nevét a forradalmi Franciaország terminológiájából kölcsönözték: rendelet és nyilatkozat.
A szovjet törvényerejű rendeletek a legfelsőbb szovjet intézmények, elsősorban a Népbiztosok Tanácsának (a legfelsőbb végrehajtó szervnek, amely egyben volt kormány és államfői jogokat gyakorló testület is) és a VTsIK-nek (a szovjetek kongresszusának ülései közötti legfelsőbb törvényhozó testület) 1917 és 1924 között kiadott jogalkotási aktusai voltak. Az ilyen, 1924 után kiadott törvényeket kormányhatározatnak vagy ukáznak nevezik szovjet forrásokban.

## Korai bolsevik törvényerejű rendeletek
A kezdeti bolsevik rendeleteket (a „rendeletek”) azonnal kihirdették, amint a bolsevikok bejelentették, hogy sikeresek voltak az októberi forradalomban (1917. október 26-án). Úgy tűnt, hogy a rendeletek megfelelnek a „Béke, föld és kenyér” népszerű bolsevik szlogennek, amelyet a tömegek a Júliusi Napok (1917. július), a munkások és a katonai erők felkelése idején használtak. A szlogen tömören fogalmazta meg az orosz parasztság, a fegyveres erők és a proletariátus (az orosz társadalom munkásosztályának) sérelmeit. Ahogy Christopher Read revizionista történész javasolja: „A bolsevikok sikeresen egyesítették a különféle forradalmi mozgalmakat, és egy cél felé irányították őket, nevezetesen az államszocializmus megteremtése felé. Ugyanakkor a bolsevikok nem „találták fel újra a kereket”. A rendeletekhez hasonló jogi reformokat az Állami Duma megvitatta, de belső nézeteltérések miatt nem hajtották végre
A "Rendelet a békéről" intézkedéseket vázolt fel Oroszország első világháborúból való kilépésére, „kártalanítás vagy annektálás” nélkül. Ez a rendelet sok katona támogatását kívánta biztosítani a széteső orosz fronton. Ennek a bolsevik biztosítéknak az őszintesége akkor került górcső alá, amikor V. I. Lenin támogatta a Breszt-Litovszki Szerződést, amely megfosztotta Oroszországot balti területétől.

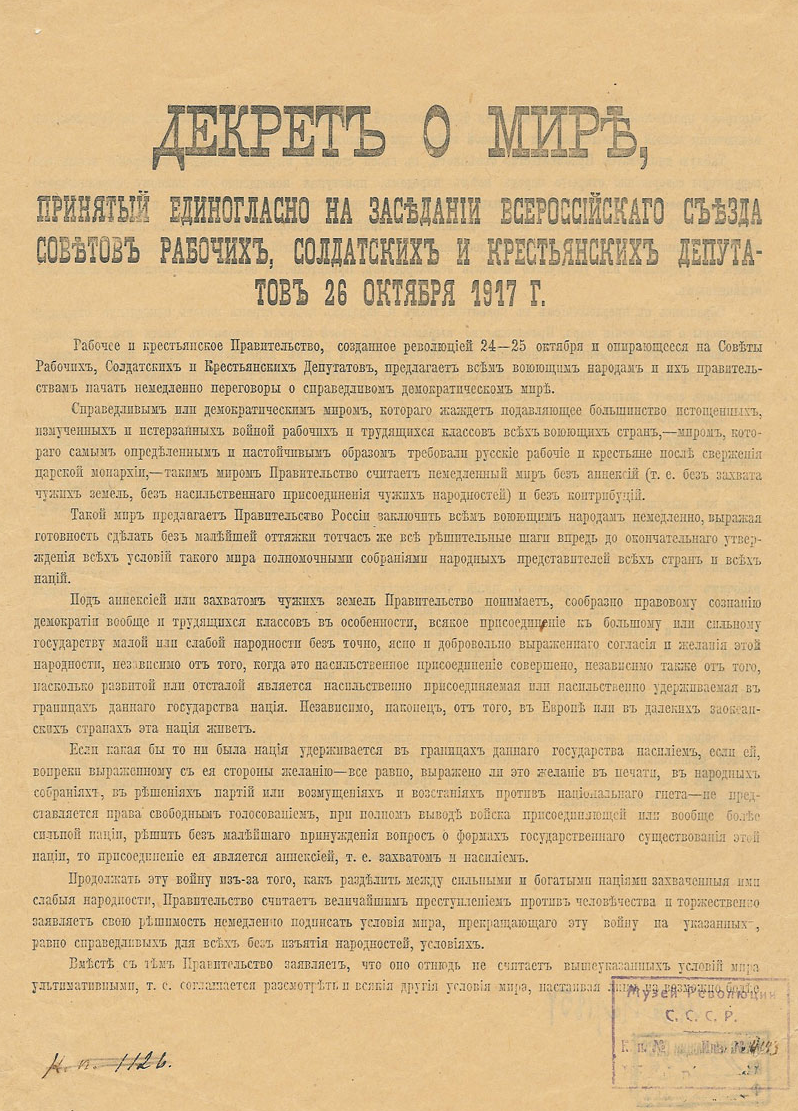
Rendelet a Békéről title page

A "Rendelet a földről" olyan intézkedéseket vázolt fel, amelyekkel a parasztok felosztják egymás között a vidéki földeket. Sok gazdag birtok paraszti erők általi erőszakos feloszlatását szorgalmazta. Az ilyen intézkedések kétségtelenül hozzájárultak a bolsevik támogatás növekedéséhez a parasztság körében, de kontraproduktívak voltak, mivel az orosz háborús front felbomlott, amikor a katonák (akik korábban parasztok voltak) visszatértek, hogy földet szerezzenek maguknak.
A Rendelet a munkásokról" felvázolták a minimálbérre, a munkások munkaidejének korlátozására és a gyárak választott munkásbizottságok általi működtetésére vonatkozó intézkedéseket. Ez megszilárdította a bolsevik támogatást a munkásosztályok körében a városokban, ahol átvették a hatalmat.
A rendeletek jelentősége történelmi vita tárgyát képezte. Egyetértés van abban, hogy a bolsevikok rajtuk keresztül akarták biztosítani a nép támogatását. A történészek azonban megkérdőjelezik a bolsevikok indítékait e populista menetrend követésében. A liberális történészek szkeptikusak, és opportunistának tartják a rendeleteket. Például Edward Acton úgy véli, hogy a bolsevikok felismerték, hogy a hétköznapi emberek tömege nem osztja céljaikat. Ráadásul ezek a hétköznapi emberek nem is sejtették, hogy érdekeik nem a bolsevikokhoz kötődnek. A valóság az volt, hogy "a tömegek és a bolsevikok céljainak szétválasztása alapvető volt". Richard Pipes továbbviszi ezt az elemzést, és azt állítja, hogy a kulcsfontosságú bolsevikok szándékosan javasolták a rendeleteket, hogy megszerezzék azt a legitimációt, amelyre szükségük van egy totalitárius állam létrehozásához. A revizionista történészek más álláspontot képviselnek. Szerintük a totalitárius állam létrejötte körülményes volt. A bolsevikok nem opportunisták voltak, hanem jóindulatú idealisták; a rendeletek célja az volt, hogy jobb életminőséget teremtsenek az orosz nép számára. Függetlenül attól, hogy melyik nézet a pontosabb beszámoló, ezekből az ellentétes nézőpontokból világosan látszik, hogy a kezdeti rendeletek története politikailag terhelt kérdés. Ennek talán az az oka, hogy a történészek a rendeletek segítségével próbálják felismerni, hogy a marxista gondolkodás megvalósításának vannak-e totalitárius tendenciái.

## Az "ukáz" elnevezés visszatérése
A "törvényerejű rendelet" ukáz elnevezését a Szovjetunió 1936-os alkotmánya (az ún. „Sztálin-alkotmány”), valamint az unió és az autonóm köztársaságok megfelelő alkotmánya (például az RSFSR 1937-es alkotmánya) „rehabilitálta"
A Szovjetunió 1936. évi alkotmányának 49. cikkelyének „b” bekezdése szerint a Szovjetunió Legfelsőbb Tanácsának Elnöksége rendeleteket ad ki. Az Alkotmány nem fedte fel a Szovjetunió Legfelsőbb Tanácsa Elnökségének e jogának tartalmát, és nem vázolta fel azokat a kérdéseket, amelyekben a Szovjetunió Legfelsőbb Tanácsa Elnöksége rendeleteket fogadhat el, de elméletben és gyakorlatban kialakult a Szovjetunió Legfelsőbb Tanácsa Elnökségének két tisztségének gondolata: mint a Szovjetunió Legfelsőbb Tanácsa közötti testület választmányi elnök”.
A Szovjetunió Legfelsőbb Tanácsának Elnöksége a rábízott két különböző funkciónak megfelelően ennek megfelelően két különböző hatalmi csoporttal is rendelkezett. Egyrészt a tisztán elnöki feladatok ellátása közben (kitüntetések, kegyelmek, állampolgársági kérdések megoldása stb.) nagy számban adott ki nem normatív rendészeti rendeleteket... Ezek a rendeletek főszabály szerint nem igényeltek különösebb ellenőrzést vagy a legfelsőbb képviselő hatóság jóváhagyását. De az elnökségeknek, mivel a legfelsőbb tanácsok egyidejűleg állandóan működő szervei voltak, amelyek a rendkívüli helyzetek kivételével évente legfeljebb két alkalommal üléseztek, a legfelsőbb képviselő-testületek hatásköréhez közvetlenül kapcsolódó, sürgős normatív feladatokat is meg kellett oldaniuk, amelyeket szintén rendeletileg formáltak.
Az 1936-os alkotmányban közvetlenül nem rögzített, bevett gyakorlat szerint a Szovjetunió Legfelsőbb Tanácsa Elnökségének egyes normatív rendeleteit, amelyek megváltoztatták és kiegészítették a meglévő törvényekkel, ezt követően jóváhagyásra terjesztették a Szovjetunió Legfelsőbb Tanácsa ülésére, amely külön törvényeket fogadott el azok jóváhagyásáról. A Szovjetunió Legfelsőbb Tanácsa Elnökségének azonban nem minden szabályozó rendeletét nyújtották be jóváhagyásra a Szovjetunió Legfelsőbb Tanácsa elé, hanem azokat közvetlenül, jóváhagyás nélkül alkalmazták.

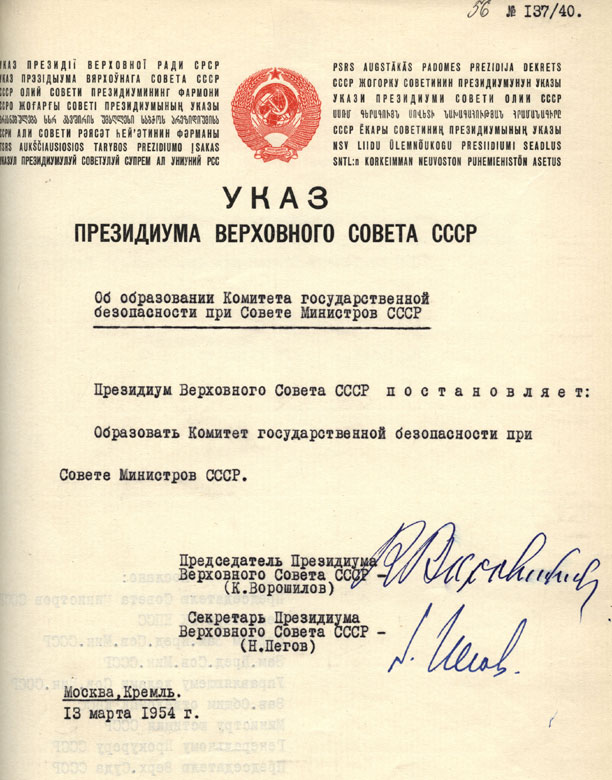
A Szovjetunió Legfelsőbb Tanácsa Elnökségének rendelete a Szovjetunió KGB megalakításáról (1954-ben)

A rendeletalkotási tevékenység további fejlesztése a Szovjetunióban az 1977-es alkotmányának elfogadásával összefüggésben valósult meg.
Az 1977-es alkotmány azonban nem határozott meg pontos hierarchiát a „rendelet és határozat” viszonyában. Ez oda vezetett, hogy a kialakult hagyományok miatt egyes, a Szovjetunió Legfelsőbb Tanácsa Elnökségének hatáskörébe tartozó kérdéseket rendelettel, másokat határozattal oldottak meg. Különösen rendeletet adtak ki az elítélt személyek kegyelméről, és határozatot adtak ki a kegyelem iránti kérelem elutasításáról.
Természetesen a hatályos törvények módosításának, kiegészítésének kérdéseit rendeleti úton oldották meg. De a rendeletek formalizálták az egyéni jogi döntéseket is, különösen az állami kitüntetések odaítéléséről, a szovjet állampolgárságtól való megfosztásról stb.
Így a Szovjetunió 1977-es alkotmánya (valamint az unió és az autonóm köztársaságok hasonló alkotmánya) megőrizte a rendelet kettős jogi természetét mint normatív és egyéni jogi aktust.

## Fordítás
Ez a szócikk részben vagy egészben  a   Soviet Decree című angol Wikipédia-szócikk ezen változatának fordításán alapul.  Az eredeti cikk szerkesztőit annak laptörténete sorolja fel. Ez a jelzés csupán a megfogalmazás eredetét és a szerzői jogokat jelzi, nem szolgál a cikkben szereplő információk forrásmegjelöléseként.